# The Mayhem Ball
The Mayhem Ball is de aankomende achtste concerttournee van de Amerikaanse zangeres Lady Gaga. Ter promotie van haar album Mayhem (2025) begint de tournee op 16 juli 2025 in de T-Mobile Arena in Paradise (Nevada) in de Verenigde Staten. De tournee eindigt op 30 januari 2026 in de Tokyo Dome in Tokio.

## Aankondiging
Op 26 maart 2025 kondigde Gaga de Mayhem Tour aan via haar sociale media-accounts, waarbij ze een eerste reeks van tweeëndertig data in Noord-Amerikaanse en Europese steden onthulde. De tournee volgt op een promotour langs festivals in onder meer Zuid-Amerika. Naast de aankondiging duidde Gaga op het feit dat ze arena's boven stadions verkiest, omdat de Mayhem-show theatraal uitgevoerd wordt. Oorspronkelijk stond er geen tournee op de planning. De tournee werd pas gepland na het succes van de nieuwe plaat. 
Door groot succes bij de presale kwam er een extra show in Parijs bij. Nadien voegde de zangeres nog shows toe in Seattle, Los Angeles, Las Vegas, Miami, Chicago en Toronto. In Europa kwam een extra show bij in Barcelona, Londen en Manchester. 

## Setlist
Setlist van 16 juli in Las Vegas. Elke avond werd een surprise song gebracht op het einde van de show. Bij de eerste shows kwamen deze allen van het album Artpop. 
Act I: Of Velvet and Vice
1. "Bloody Mary"
2. "Abracadabra"
3. "Judas" / "Aura" (medley)
4. "Scheiße"
5. "Garden of Eden"
6. "Poker Face"

Act II: And She Fell into a Gothic Dream
1. "Perfect Celebrity"
2. "Disease"
3. "Paparazzi"
4. "LoveGame"
5. "Alejandro"
6. "The Beast"

Act III: The Beautiful Nightmare That Knows Her Name
1. "Killah"
2. "Zombieboy"
3. "LoveDrug"
4. "Applause"
5. "Just Dance"

Act IV: Every Chessboard Has Two Queens
1. Shadow of a Man"
2. "Kill for Love"
3. "Summerboy"
4. "Born This Way"
5. "Million Reasons"
6. "Shallow"
7. "Die with a Smile"
8. "Vanish into You"

Finale: Eternal Aria of the Monster Heart
1. "Bad Romance"

Encore
1. "How Bad Do U Want Me"

## Tourdata
| Datum (2025) | Stad             | Land                | Plaats                |
| ------------ | ---------------- | ------------------- | --------------------- |
| 16 juli      | Las Vegas        | Verenigde Staten    | T-Mobile Arena        |
| 18 juli      | Las Vegas        | Verenigde Staten    | T-Mobile Arena        |
| 19 juli      | Las Vegas        | Verenigde Staten    | T-Mobile Arena        |
| 22 juli      | San Francisco    | Verenigde Staten    | Chase Center          |
| 24 juli      | San Francisco    | Verenigde Staten    | Chase Center          |
| 26 juli      | San Francisco    | Verenigde Staten    | Chase Center          |
| 28 juli      | Los Angeles      | Verenigde Staten    | Kia Forum             |
| 29 juli      | Los Angeles      | Verenigde Staten    | Kia Forum             |
| 1 augustus   | Los Angeles      | Verenigde Staten    | Kia Forum             |
| 2 augustus   | Los Angeles      | Verenigde Staten    | Kia Forum             |
| 6 augustus   | Seattle          | Verenigde Staten    | Climate Pledge Arena  |
| 7 augustus   | Seattle          | Verenigde Staten    | Climate Pledge Arena  |
| 22 augustus  | New York         | Verenigde Staten    | Madison Square Garden |
| 23 augustus  | New York         | Verenigde Staten    | Madison Square Garden |
| 26 augustus  | New York         | Verenigde Staten    | Madison Square Garden |
| 27 augustus  | New York         | Verenigde Staten    | Madison Square Garden |
| 31 augustus  | Miami            | Verenigde Staten    | Kaseya Center         |
| 1 september  | Miami            | Verenigde Staten    | Kaseya Center         |
| 3 september  | Miami            | Verenigde Staten    | Kaseya Center         |
| 6 september  | New York         | Verenigde Staten    | Madison Square Garden |
| 7 september  | New York         | Verenigde Staten    | Madison Square Garden |
| 10 september | Toronto          | Canada              | Scotiabank Arena      |
| 11 september | Toronto          | Canada              | Scotiabank Arena      |
| 13 september | Toronto          | Canada              | Scotiabank Arena      |
| 15 september | Chicago          | Verenigde Staten    | United Center         |
| 17 september | Chicago          | Verenigde Staten    | United Center         |
| 18 september | Chicago          | Verenigde Staten    | United Center         |
| 29 september | Londen           | Verenigd Koninkrijk | The O2 Arena          |
| 30 september | Londen           | Verenigd Koninkrijk | The O2 Arena          |
| 2 oktober    | Londen           | Verenigd Koninkrijk | The O2 Arena          |
| 4 oktober    | Londen           | Verenigd Koninkrijk | The O2 Arena          |
| 7 oktober    | Manchester       | Verenigd Koninkrijk | Co-op Live            |
| 8 oktober    | Manchester       | Verenigd Koninkrijk | Co-op Live            |
| 12 oktober   | Stockholm        | Zweden              | Avicii Arena          |
| 13 oktober   | Stockholm        | Zweden              | Avicii Arena          |
| 15 oktober   | Stockholm        | Zweden              | Avicii Arena          |
| 19 oktober   | Milaan           | Italië              | Mediolanum Forum      |
| 20 oktober   | Milaan           | Italië              | Mediolanum Forum      |
| 28 oktober   | Barcelona        | Spanje              | Palau Sant Jordi      |
| 29 oktober   | Barcelona        | Spanje              | Palau Sant Jordi      |
| 31 oktober   | Barcelona        | Spanje              | Palau Sant Jordi      |
| 4 november   | Berlijn          | Duitsland           | Uber Arena            |
| 5 november   | Berlijn          | Duitsland           | Uber Arena            |
| 9 november   | Amsterdam        | Nederland           | Ziggo Dome            |
| 11 november  | Antwerpen        | België              | Sportpaleis           |
| 13 november  | Décines-Charpieu | Frankrijk           | LDLC Arena            |
| 14 november  | Décines-Charpieu | Frankrijk           | LDLC Arena            |
| 17 november  | Parijs           | Frankrijk           | Accor Arena           |
| 18 november  | Parijs           | Frankrijk           | Accor Arena           |
| 20 november  | Parijs           | Frankrijk           | Accor Arena           |
| 22 november  | Parijs           | Frankrijk           | Accor Arena           |
| 5 december   | Melbourne        | Australië           | Marvel Stadium        |
| 6 december   | Melbourne        | Australië           | Marvel Stadium        |
| 9 december   | Brisbane         | Australië           | Suncorp Stadium       |
| 12 december  | Sydney           | Australië           | Accor Stadium         |
| 13 december  | Sydney           | Australië           | Accor Stadium         |
| 21 januari   | Osaka            | Japan               | Kyocera Dome          |
| 22 januari   | Osaka            | Japan               | Kyocera Dome          |
| 25 januari   | Tokio            | Japan               | Tokyo Dome            |
| 26 januari   | Tokio            | Japan               | Tokyo Dome            |
| 29 januari   | Tokio            | Japan               | Tokyo Dome            |
| 30 januari   | Tokio            | Japan               | Tokyo Dome            |